# Ufficialmente bionde
Ufficialmente bionde (Legally Blondes) è un film del 2009 diretto da Savage Steve Holland, spin-off del film La rivincita delle bionde, con protagoniste le gemelle Camilla e Rebecca Rosso, rispettivamente Annabelle e Isabelle Woods nel film.

## Trama
Isabelle detta "Izzy" e Annabelle detta "Annie" sono gemelle intelligenti con un amore smodato per il rosa come la loro cugina, Elle Woods. Con il padre vedovo si stanno trasferendo dalla Gran Bretagna in California dove alloggeranno in casa di Elle.
Al loro primo giorno di scuola, Izzy e Annie vanno dal preside e conoscono lo studente Chris Lopez, che mostra loro la scuola e sembra avere un debole per Annie. Inoltre iniziano col piede sbagliato con Tiffany Donohugh, la figlia viziata di un ricco imprenditore.
Tiffany fa amicizia con le gemelle, anche se solo per tenerle d'occhio da vicino: cerca anzi di mettere l'una contro l'altra con vari stratagemmi.
Chris e Izzy sono poi accusati di barare al compito di Storia poiché hanno trovato le risposte attaccate sotto ai loro banchi, il braccialetto di Izzy nell'ufficio del professore di storia signor Golden, chiuso a chiave. Tutte le prove sono contro di loro, ma Annie chiede alla direttrice che venga concessa loro la possibilità di difendersi in un'assemblea pubblica di studenti. Izzy e Annie sospettano che Tiffany e il suo ragazzo Justin siano dietro a questo complotto: nel processo studentesco, Annie riesce a sconfiggere la sua paura di parlare in pubblico e smaschera Tiffany, che ammette la sua colpa e viene quindi espulsa.